# ソレイユ (シンクロトロン)
ソレイユ （仏 SOLEIL、Source optimisée de lumière d’énergie intermédiaire du LURE）はフランス・パリ近郊のシンクロトロン実験施設である。ソレイユはフランス語で『太陽』の意。
2003年に着工し2006年5月14日に初の電子加速試験を実施した。
直径354mの電子蓄積リングを持ち、電子加速エネルギーは2.75GeVである。ビームラインの利用波長領域は赤外線から硬X線をカバーする。この施設はCNRSとフランス原子力庁 (CEA) という2つのフランス国立研究機関が管理する第三者法人が運営する。所在地はパリ近郊南西部エソンヌ県のSaint-Aubinで、その他の核物理学・素粒子物理学の研究施設があるジフ＝シュル＝イヴェットやサクレーに近い。